# 渡左近
渡 左近（わたり さこん、1893年（明治26年）7月20日 - 1951年（昭和26年）4月1日）は、日本の陸軍軍人。最終階級は陸軍中将。

## 経歴
東京府出身。元老院議官・渡正元の八男として生まれる。開成中学校（現開成中学校・高等学校）卒業を経て、1915年（大正4年）5月、陸軍士官学校（27期）を卒業。同年12月、歩兵少尉に任官し歩兵第31連隊付となる。1926年（大正15年）12月、陸軍大学校（38期）を卒業し近衛歩兵第1連隊中隊長に就任。
1928年（昭和3年）2月、参謀本部付勤務となり、以後、参謀本部員（支那班）、参謀本部付（支那研究員）を務め、1930年（昭和5年）8月、歩兵少佐に昇進。1930年（昭和6年）12月、歩兵第46連隊大隊長に就任し、参謀本部員、陸大教官、参謀本部付（漢口駐在）を務め、1935年（昭和10年）8月、歩兵中佐に進んだ。1936年（昭和11年）12月、大本営参謀（第7課長）に就任し、1938年（昭和13年）3月、歩兵大佐に昇進し参謀本部付となる。同年6月、参謀本部支那課長に就任。
1939年（昭和14年）3月、支那駐屯歩兵第3連隊長に発令され日中戦争に出征。1940年（昭和15年）8月、第13軍参謀に転じ、1941年（昭和16年）8月、陸軍少将に進級し留守第5師団司令部付となる。同年10月、第1歩兵団長に就任し満州に赴任。1943年（昭和18年）1月、独立混成第23旅団長に転じ中国戦線に出征。1944年（昭和19年）5月、独立混成第29旅団長に就任しタイに赴任。1945年（昭和20年）3月、陸軍中将に進んだ。同年7月、第15師団長に親補され、タイのカンチャナブリで終戦を迎えた。
戦後、BC級戦犯容疑で逮捕され、1947年（昭和22年）5月、重労働5年の判決を受けた。1948年（昭和23年）1月31日、公職追放仮指定を受けた。1950年（昭和25年）6月に仮釈放された。

## 親族
- 兄 渡干城（東京府士族、 武州銀行株式会社東京支店支配人）
- 兄 渡久雄（陸軍中将）[1]
- 弟 渡正監（内務官僚）
- 義父 川瀬亨（陸軍中将）[1]
- 伊達宗敦（華族、男爵）
- 浅田徳則（貴族院勅撰議員）
- 笠井庄兵衞（東京府会議員，東京市会議員）